# Erwin Céspedes
Erwin Céspedes Barba (11 september 1958) is een voormalig Boliviaans voetballer, die speelde als verdediger. Hij kwam uit voor Club Bolívar en schopte het tot welgeteld één interland voor zijn vaderland Bolivia. Céspedes deed mee in de WK-kwalificatiewedstrijd in en tegen buurland Paraguay op 9 juni 1985.

## Erelijst
Club Bolívar
- Liga de Fútbol

1982, 1983, 1985